# Vụ trộm Dresden 2019
Vào ngày 25 tháng 11 năm 2019, các hiện vật đồ trang sức hoàng gia đã bị đánh cắp từ bảo tàng Grünes Gewölbe (Vault Xanh) trong lâu đài Dresden ở Dresden, Đức. Ba trong số mười bộ hiện vật trang sức trong căn Phòng Ngọc của bảo tàng đã bị đánh cắp. Các hiện vật bị đánh cắp bao gồm ngôi sao ngực đính đầy kim cương của Hội Đại bàng trắng Ba Lan, một chiếc mũ có đính kim cương 16 cara, cầu vai kim cương và chuôi kim cương chứa chín viên kim cương lớn và 770 viên nhỏ hơn, cùng với một bao kiếm tương ứng.

## Bảo tàng
Vụ cướp này diễn ra tại Grünes Gewölbe (Vault Xanh) ở Dresden, Đức, một trong những bảo tàng lâu đời nhất ở châu Âu, được thành lập vào năm 1723 bởi August II của Ba Lan, Tuyển đế hầu quốc Sachsen. Vào thời điểm trộm cắp, nó trưng bày khoảng 4.000 hiện vật trang sức và các báu vật khác được trang trí bằng vàng, bạc, ngà, ngọc trai và các kim loại và đá quý khác. Một trong những kho báu chính của bảo tàng, Viên kim cương xanh 41 cara, đã được cho mượn ở Hoa Kỳ.

## Vụ trộm
Vào ngày 25 tháng 11 lúc 4 giờ sáng, những tên trộm tạo một đám cháy nhỏ trên cầu Augustus gần đó, đã phá hủy hộp điện làm mất điện dẫn đến vô hiệu hóa báo động an ninh, nhưng camera quan sát (CCTV) vẫn tiếp tục hoạt động. Những tên trộm sau đó cắt qua các thanh sắt quanh cửa sổ để đột nhập vào Phòng Ngọc của bảo tàng. Theo cảnh sát, những tên trộm phải rất nhỏ để chui qua lỗ. Cảnh quay camera quan sát cho thấy hai tên trộm trong hầm. Chúng dùng rìu đập vỡ mặt kính để lấy kim cương.
Những tên trộm đã lấy đi ba bộ kim cương thế kỷ 18 trị giá 1,1 tỷ USD. Các bộ đồ bao gồm 37 viên kim cương, hồng ngọc, ngọc lục bảo và ngọc bích. Những tên trộm đã không thể lấy tất cả các mảnh từ ba bộ trang sức; đồ trang sức đã được khâu vào bề mặt của tủ và một số trong những mảnh đó vẫn còn. Những tên trộm đã thoát qua cùng một cửa sổ, thay thế các thanh để trì hoãn phát hiện. Vụ cướp được phát hiện lúc 5 giờ sáng và 16 xe cảnh sát đã được điều đến bảo tàng. Các nhân viên bảo vệ đóng quân tại bảo tàng theo giao thức sau khi vụ trộm được phát hiện và không giao chiến với bọn cướp, vì nhân viên bảo vệ không có vũ khí. Thay vào đó họ đã thông báo cho cảnh sát và tuân theo giao thức an toàn.